# Thehuset Augustimånen
Thehuset Augustimånen (orig. The Teahouse of the August Moon), är en amerikansk teaterpjäs av John Patrick, baserad på Vern Sneiders roman från 1951. Pjäsen hade premiär på Broadway i oktober 1953 och blev en succé med 1027 spelade föreställningar. I Sverige fick pjäsen sin premiär i september 1954.

## Uppsättningar i Sverige
| Roll               | Intiman 1954                | Malmö Stadsteater 1955 | Helsingborgs stadsteater 1955 |
| ------------------ | --------------------------- | ---------------------- | ----------------------------- |
| Regi               | Stig Olin                   | Ingmar Bergman         | Stig Olin                     |
| Scenografi         | Bibi Lindström              | Per Falk               | Ulrika Friberger              |
| Kapten Fisby       | Hasse Ekman                 | Gunnar Björnstrand     | Åke Engfeldt                  |
| Sakini             | Sven Lindberg               | Toivo Pawlo            | Carl-Erik Boström             |
| Överste Purdy      | Sigge Fürst                 | Åke Fridell            | Leo Golowin                   |
| Kapten McLean      | Gunnar Sjöberg              | Yngve Nordwall         | Måns Westfelt                 |
| Oshira             | Manne Grünberger            | Josef Norman           | Gunnar Ekström                |
| Lotusblomman       | Clay Shü                    | Gaby Stenberg          | Ann-Mari Wiman                |
| Dotterns barn      | Ingo, Uwe, Evelyn & Wo Wang | Ingalill Anneminne     |                               |
| Herr Sumata        | Ragnar Sörman               | Nils Eklund            |                               |
| Herr Sumatas fader | Chow Kou Ya                 |                        |                               |
| Gammal man         | John Cheng Shiang           | Lenn Hjortzberg        |                               |
| Sergeant Gregovich | Carl-Olof Ek                | Rune Turesson          | Claes Sylwander               |

## Filmatiseringar
- 1956 - Tehuset Augustimånen, amerikansk film med Marlon Brando i huvudrollen.